# Liste der Kulturgüter in Vétroz
Die Liste der Kulturgüter in Vétroz enthält alle Objekte in der Gemeinde Vétroz im Kanton Wallis, die gemäss der Haager Konvention zum Schutz von Kulturgut bei bewaffneten Konflikten, dem Bundesgesetz vom 20. Juni 2014 über den Schutz der Kulturgüter bei bewaffneten Konflikten sowie der Verordnung vom 29. Oktober 2014 über den Schutz der Kulturgüter bei bewaffneten Konflikten unter Schutz stehen.
Objekte der Kategorie A sind im Gemeindegebiet nicht ausgewiesen, Objekte der Kategorie B sind vollständig in der Liste enthalten, Objekte der Kategorie C fehlen zurzeit (Stand: 1. Januar 2023).

## Kulturgüter
| Foto |                                                                         | Objekt                                                                    | Kat. | Typ | Standort                              | Beschreibung |
| ---- | ----------------------------------------------------------------------- | ------------------------------------------------------------------------- | ---- | --- | ------------------------------------- | ------------ |
| ja   | Datei hochladen · Wikidata zu Kirche Sainte-Marie-Madeleine (Q29929195) | Kirche Sainte-Marie-Madeleine / Église Ste-Marie-Madeleine KGS-Nr.: 07170 | B    | G   | Rue de l’Eglise 15 587887 / 119546    |              |
| BW   | Datei hochladen · Wikidata zu Wohnhaus Cassina (Q133827835)             | Wohnhaus Cassina / Maison d’habitation Cassina KGS-Nr.: 17434             | B    | G   | Rue des Vignerons 102 587859 / 119506 |              |
| BW   | Datei hochladen · Wikidata zu Haus (Q133827897)                         | Haus / Maison KGS-Nr.: 17435                                              | B    | G   | Rue du Prieuré 8 587898 / 119445      |              |
| BW   | Datei hochladen · Wikidata zu Haus Café de la Treille (Q133827936)      | Haus Café de la Treille / Maison du Café de la Treille KGS-Nr.: 17436     | B    | G   | Route Cantonale 99 587902 / 119373    |              |